# Église Saint-Martin de Salon
L'église Saint-Martin est une église située à Salon, en France.

## Description
Elle est du XIIe siècle pour la nef et une partie du transept, le reste est daté du XVIe siècle. Formé sur un plan en croix latine, elle possède une abside à cinq pans.

### Mobilier
Parmi son mobilier il est à noter :
- Des peintures monumentales comme le martyre de Sébastien[2],
- Triptyque en bas-relief représentant le Descente de Croix, la Mise au tombeau et la Résurrection[3],
- Une descente de croix avec la Vierge de Pitié, une sainte Madeleine et un saint Jean[4],
- Des fragments de verrières[5],
- Une nativité avec Marie, saint Joseph, l'enfant Jésus, une vache, un âne et Dieu le Père[6] en calcaire polychrome, toutes  du XVIe siècle.
- On y trouve la dalle funéraire de Jean Picard qui était marchand et mourut en 1528 et de Jeanneton son épouse morte en 1540[7],
- une déploration et un jugement dernier[8].

## Localisation
L'église est située sur la commune de Salon, dans le département français de l'Aube.

## Historique
L'église était le siège de la paroisse qui faisait partie du doyenné d'Arcis, à la présentation du Prieur de Gaye. 
L'édifice est classé au titre des monuments historiques en 1984.